# Pythais scutigera
Pythais scutigera är en skalbaggsart som först beskrevs av Nicholas Aylward Vigors 1826.  Pythais scutigera ingår i släktet Pythais och familjen långhorningar. Inga underarter finns listade i Catalogue of Life.